# Claus Pedersen
Claus Pedersen (* 4. November 1948) ist ein ehemaliger dänischer Tischtennisspieler. Er gehörte von Mitte der 1960er bis Mitte der 1980er Jahre zu den stärksten Spielern Dänemarks. In dieser Zeit nahm er an mehreren Europameisterschaften und zehn Weltmeisterschaften teil. Er spielte auch bei mehreren deutschen Vereinen.

## Werdegang
Claus Pedersen wurde viermal Jugendmeister von Dänemark. Bei den Erwachsenen stand er von 1967 bis 1984 bei den nationalen dänischen Meisterschaften stets im Endspiel des Einzelwettbewerbs. 15-mal wurde er dänischer Meister im Einzel, 8-mal im Doppel und 4-mal im Mixed.
Von 1967 bis 1985 nahm er an zehn Weltmeisterschaften teil, kam dabei jedoch nie in die Nähe von Medaillenrängen. Erfolgreicher war er bei den Nordischen Meisterschaften, bei denen er mehrfach auf vorderen Plätzen landete:
- 1971  Zweiter im Einzel hinter Hans Alsér
- 1973  Halbfinale im Einzel
- 1979  Halbfinale im Einzel, Zweiter im Doppel mit Johnny Hansen
- 1981  Zweiter im Doppel mit Johnny Hansen
- 1983  Halbfinale im Einzel, Zweiter im Doppel mit Teis Jonasson

Nach der Weltmeisterschaft 1979 wurde Claus Pedersen unter den ersten 32 in der ITTF-Weltrangliste geführt. Bereits im November 1982 kam er auf 288 Länderspiele, damals ein Rekord für alle Sportarten in Dänemark. 1985 wurde Claus Pedersen in Dänemark zum Tischtennisspieler des Jahres gewählt. 1990 beendete er nach 357 Einsätzen in der Nationalmannschaft seine internationale Karriere.
Später trat er häufig bei Europameisterschaften der Senioren an und gewann hier zahlreiche Titel, etwa 
- 2003 im Doppel mit Niels Ramberg (Ü50)
- 2009 im Einzel (Ü60)
- 2011 im Einzel und im Doppel mit Niels Ramberg (Ü60)
- 2013 im Einzel und im Doppel mit Niels Ramberg (Ü65)
- 2015 im Doppel mit Niels Ramberg (Ü65)
- 2017 im Einzel (Ü65)

Auch bei den Senioren-Weltmeisterschaften holte er einige Titel, etwa 1996 im Ü40-Doppel mit Li Yuxiang, 2008 im Ü60-Doppel mit Niels Ramberg, 2016 im Ü65-Doppel mit Yao Changyuan (Belgien).

## Aktivitäten in Deutschland
In Deutschland spielte Claus Pedersen bei mehreren Vereinen. 1977 wechselte er von MBK Arhus zu TTC Grünweiß Bad Hamm in die Bundesliga. Nach einem Zwischenspiel in der dänischen 2. Division beim Verein Bronderslev wurde er 1985 in Berlin beim TSV Rudow 1888 aktiv, mit dem er 1986 Meister der 2. Bundesliga Nord wurde und wo er noch bis mindestens 1988 blieb. Von 1995 bis 1999 verstärkte er – vom dänischen Esberg kommend – TTC RhönSprudel Fulda-Maberzell. Anfang der 2000er Jahre spielte er für den Hamburger SV, den er 2003 Richtung Aarhus verließ.

## Privat
Claus Pedersen ist verheiratet und hat eine Tochter.